# Štěpánka Hilgertová
Štěpánka Hilgertová (Praga, 10 aprile 1968) è un'ex canoista ceca.
Ha vinto due titoli olimpici nel K1 slalom ad Atlanta 1996 e a Sydney 2000.

## Palmarès
- Giochi olimpici

Atlanta 1996: oro nel K1 slalom.
Sydney 2000: oro nel K1 slalom.
- Mondiali di slalom

1989 - Savage River: bronzo nel K1 a squadre.
1991 - Tacen: argento nel K1 a squadre.
1997 - Três Coroas: argento nel K1.
1999 - La Seu d'Urgell: oro nel K1.
2003 - Augusta: oro nel K1 e nel K1 a squadre.
2005 - Penrith: oro nel K1 a squadre.
2006 - Praga: argento nel K1 a squadre.
2007 - Foz do Iguaçu: argento nel K1 a squadre, bronzo nel K1.
2010 - Tacen: oro nel K1 a squadre.
2011 - Bratislava: argento nel K1 a squadre.
2013 - Praga: oro nel K1 a squadre.